# Gerino da Pistoia
Gerino d'Antonio Gerini, soprannominato Gerino da Pistoia (Pistoia, 1480 – ...), è stato un pittore italiano.

## Biografia
Della vita di Gerino da Pistoia si sa poco. Sono certi solo la data di nascita e il fatto che fosse di origini toscane. Per quanto concerne lo stile artistico, fu seguace del Perugino con cui lavorò per la maggior parte della carriera e del Pinturicchio. Secondo Vasari durava grandissima fatica nel lavorare ma era un diligente coloritore.
Fra il 1502 e il 1529 lavorò a Pistoia dove realizzò una pala d'altare nella chiesa di S. Pietro e a Borgo San Sepolcro dove realizzò uno stendardo nella chiesa di S. Agostino, la Madonna del Soccorso, uno dei suoi rari dipinti autografi. Realizzò La Madonna e sei santi, firmata e datata 1529 e conservata agli Uffizi. Molte opere secondarie sono conservate nella sua città natale.